# アルバーノ・サンタレッサンドロ
アルバーノ・サンタレッサンドロ（伊: Albano Sant'Alessandro  ( 音声ファイル)）は、イタリア共和国ロンバルディア州ベルガモ県にある、人口約8,300人の基礎自治体（コムーネ）。

## 地理

### 位置・広がり
ベルガモ県中部のコムーネ。県都ベルガモから東へ7km、州都ミラノから東北東へ51kmの距離にある。

#### 隣接コムーネ
隣接するコムーネは以下の通り。
- バニャーティカ
- ブルザポルト
- コスタ・ディ・メッツァーテ
- モンテッロ
- ペドレンゴ
- サン・パオロ・ダルゴーン
- セリアーテ
- トッレ・デ・ロヴェーリ

### 地震分類
イタリアの地震リスク階級 (it) では、3 に分類される
。